# 夏尔·科利尼翁
夏尔·科利尼翁（法語：Charles Collignon，1877年9月7日—？），生于巴黎，法国男子击剑运动员。他曾获得1908年夏季奥运会击剑比赛男子重剑团体金牌，他也参加了重剑个人小项，结果在第二轮被淘汰。